# Leptoclinides cavernosus
Leptoclinides cavernosus är en sjöpungsart som beskrevs av Kott 200. Leptoclinides cavernosus ingår i släktet Leptoclinides och familjen Didemnidae. Inga underarter finns listade i Catalogue of Life.